# Tasawaq (langue)
Cet article concerne la langue tasawaq. Pour le peuple tasawaq, voir Tasawaq (peuple).
 (janvier 2016).
Si vous disposez d'ouvrages ou d'articles de référence ou si vous connaissez des sites web de qualité traitant du thème abordé ici, merci de compléter l'article en donnant les références utiles à sa vérifiabilité et en les liant à la section « Notes et références ».
La tasawaq ou tassawaq est un dialecte du songhaï parlé par une population appelée Ingalkoyyu ou Isawaghen dans la région d'Ingall au Niger. 8 000 locuteurs essentiellement répartis sur In Gall et Tegidda n'Tessemt 80 km au nord. La tasawaq est une langue songhaï fortement influencée par le touareg. C'est l'une des 16 langues nationales du Niger.

## Classification
La tasawaq fait partie des langues songhaï septentrionales, dans la famille des langues nilo-sahariennes.